# Кылыч, Хулуси
Хулуси Кылыч (тур. Hulusi Kılıç; род. 1 января 1956, Токат) — турецкий дипломат и политик, чрезвычайный и полномочный посол Турции в Азербайджане (2008—2012) и Молдове (2016—2018), сопредседатель Союза старейшин Турции по делам Турции и тюркского мира, представитель Общественного объединения поддержки социального развития İMZA в Турции.

## Биография
Хулуси Кылыч родился 1 января 1956 года в Турции в городе Токат. В 1975 г. окончил Университет Хаджеттепе в Анкаре, получив степень магистра по французскому языку и литературе. Затем продолжил свое образование на факультете политологии Страсбургского университета, окончив его в 1983 г. Женат, имеет двоих детей.

## Карьера
Кылыч, начавший свою профессиональную деятельность в 1975 году, до 2018 года работал в Министерстве иностранных дел Турции и в дипломатических миссиях за рубежом. После службы на различных должностях Хулуси Кылыч занимал должность Генерального консула в Алеппо с 2000 по 2005 год. В 2005 году занимал должность начальника отдела в Департаменте Балканских стран Министерства Иностранных Дел Турции. В 2005 году был заместителем генерального директора по протоколу канцелярии премьер-министра.
Хулуси Кылыч с марта 2008 г по сентябрь 2012 г был послом Турции в Азербайджане. Указом Президента Азербайджанской Республики Гейдара Алиева был награжден орденом «Дружба».
С октября 2012 г по август 2016 г занимал должность генерального директора в отделе по делам Африки в Министерстве иностранных дел Турции.
С 15 сентября 2016 г по 31 января 2018 г занимал пост посла Турции в Молдове. Был награжден президентом Молдовы Игорь Додоном орденом Почёта.

## Научная деятельность
Хулуси Кылыч является почетным доктором Академии наук Азербайджана и Университета Окан.
Он опубликовал множество статей по внешней политике на турецком, французском и английском языках. Среди них
«Соглашения, важные документы и декларации, подписанные между Турцией и Грецией в период республиканской власти» (сборник на турецком языке, 1990 г.), «Соглашения, важные документы и декларации, подписанные между Турцией и Грецией в период республиканской власти» (сборник на английском и французском языках, 2000 г.) и др. Одновременно он продолжает свою деятельность в качестве генерального координатора по внешним связям Союза парламентов тюркского мира и представителя в Турции Ассоциации поддержки социального развития İMZA в Турции.

## Награды
- Орден «Дружба» (13 сентября 2012 года, Азербайджан) — за особые заслуги в развитии и укреплении межгосударственных связей Азербайджанской Республики и Турецкой Республики[11]
- Орден Почёта (20 февраля 2018 года, Молдова) — в знак высокого признания особых заслуг в развитии и углублении конструктивного и всеобъемлющего межгосударственного сотрудничества Турецкой Республики и Республики Молдова в различных областях и за вклад во внедрение инвестиционных проектов в нашей стране[12]